# N461 (België)
De N461 is een Belgische lokale weg tussen Drongen (N466) en Knesselare (N44/N368). De route heeft een lengte van ongeveer 24 kilometer. De weg heeft een lokale functie maar wordt beheerd door het Agentschap Wegen en Verkeer van het Vlaams gewest.

## Plaatsen langs de N461
- Drongen
- Merendree
- Hansbeke
- Zomergem
- Ursel
- Knesselare